# Потому что вас нет
«Потому что вас нет» (англ. Because You Left) — первая серия пятого сезона и восемьдесят седьмая серия в общем счёте телесериала «Остаться в живых» (производства ABC). Одна из немногих серий шоу, в которой нет определённого центрального персонажа.

## Сюжет

### Прошлое
На часах 8:15. Женщина и мужчина просыпаются. Женщина азиатской внешности говорит, что сегодня его очередь. Затем этот мужчина включает пластинку, и под пластинку он кормит ребёнка, затем умывается, после чего одевается, и тут пластинку заедает. Мужчина выключает проигрыватель. После этого мужчина идёт по казарме DHARM’ы, и входит в дом. Там ему дают халат, он его надевает, затем предлагают прочесть сценарий, но он отказывается. После этого мужчина садится в кресло, и становится видно, что это Пьер Чанг. Начинается съёмка обучающего фильма для станции DHARM’ы Стрела, в котором говорится о том, что эта станция предназначалась для разработки оборонной стратегии и сбора разведывательных данных относительно коренных жителей острова. После этого съёмки фильма прерываются внезапным сообщением о проблеме на станции Орхидея. Пьер подъезжает туда на фургоне, и видно, что станция ещё только строится. Внизу рабочие разговаривают с Чангом, и говорят, что при раскопке последний бур расплавился, а их было использовано всего шесть, и оператору вдруг стало плохо. Затем он показывает снимок, и на нём видно колесо, с помощью которого Бен переместил остров. Затем рабочий предлагает взорвать всё это динамитом, но Чанг отказывается, ссылаясь на то, что тогда может произойти нечто странное, из-за больших запасов энергии, с помощью которых можно сделать машину времени. Далее Чанг выходит со стройки, и на пути сталкивается с неким рабочим. Тот извиняется, и идёт далее к месту расплавки бура. Оператора уносят, а прораб, который только что говорил с Чангом, говорит пришедшему рабочему, что всё, что сказал Чанг, — полная чушь. Рабочий, что столкнулся с Чангом, поднимает голову, и становится ясно, что это Дэниел Фарадей.

### Остров
Сразу после свечения все Другие пропали, а Локк остался стоять под дождём. Он идёт к пляжу, но вдруг видит, как самолёт с горящим крылом пролетает прямо над ним и разбивается. Локк бежит в его сторону, натыкается на статуэтку Девы Марии и понимает, что это самолёт наркоторговцев. После этого он бежит к нему, пытается залезть, но кто-то начинает в него стрелять. Локк падает с обрыва, и на него наставляет ружьё Итан. Джон говорит, что его назначил лидером Других Бенджамин Лайнус, но Итан не верит и спускает курок. Но в этот момент происходит вспышка, и Локк оказывается на том же месте, только ночью, и самолёт уже упал вниз. Тут Локка находит Ричард Алперт, промывает ему рану и отдаёт компас, чтобы Локк вернул его при следующей встрече. Ричард сказал Локку, что для того, чтобы защитить остров, ему нужно вернуть всех тех, кто с него спасся, а для этого ему нужно будет умереть. После этого происходит вспышка, и видно, что самолёт ещё не упал.
Видно, как вспышка озаряет весь остров, после чего видно, что шлюпка Даниэла Фарадея, Джульет и Сойер остаются на острове. Позже выбегает Бернард, который ищет Роуз. Он находит её, после чего Сойер пытается успокоить их обоих, но Бернард сообщает тому, что лагеря больше нет. Тут приезжает Фарадей, обнимает Шарлотту, после чего говорит, что лагерь никуда не исчезал. И что нужно пойти к чему-то рукотворному. Джульет сообщает ему о станции «Лебедь», и тот говорит, что это подойдёт. После этого Джульет, Сойер, Фарадей, Майлз и Шарлотта идут по джунглям, но Сойер останавливается и требует объяснения. Даниэл говорит, что лагерь ещё просто не построили, а они выпали из времени, после чего происходит вспышка, и они появляются ночью. Когда они дошли до станции «Лебедь», то увидели, что вместо неё воронка. Сойер хотел было пойти в лагерь, но тут происходит вспышка, и на месте воронки появляется люк. Сойер идёт к задней двери, и начинает стучать в неё и безуспешно требовать, чтобы ему открыли дверь. Тут Фарадей замечает, что у Шарлотты кровь идёт носом, и ссылаясь на то, что он забыл рюкзак бежит к люку, когда все уходят в лагерь. Там Даниэл просматривает свои записи, и потом бежит к задней двери. Он стучится, и ему открывает Десмонд. Фарадей говорит тому, чтобы он — Десмонд — ехал в Оксфорд, и нашёл там мать Дэниела, но не успевает сообщить её имя, как происходит новая вспышка.

### Будущее
Ночью, в похоронном бюро Бен и Джек обсуждают, как им вернуть всех на остров. Бен советует, что лучше об этом подумать завтра, и Джек соглашается.
На следующий день, пока Джек сбривает свою бороду, Бен смотрит новости. В них говорится о том, что вчера ночью был убит человек и главным подозреваемым является Хьюго Рейес, сумасшедший, который провёл в клинике 2 года. Тогда они решают изменить план объединения Шестёрки Oceanic.
В это время Саид и Хёрли едут по городу. Они собираются войти в отель, но тут Саид замечает камеру и просит Хёрли подождать. Он дерётся с людьми Чарльза Уидмора: одного перебрасывает через ограду, а другого убивает, но последний успевает выстрелить в Саида тремя зарядами транквилизатора. В это время Хёрли берёт пистолет в руки, и смотрит через ограду. Там уже собралась небольшая толпа возле мёртвого человека, один из которых успевает сфотографировать Хьюго, когда тот с пистолетом в руке и кровью, которая на самом деле была кетчупом, смотрел вниз на труп. Хёрли помогает Саиду дойти до машины.
В то же время Сун хочет пройти на посадку рейса Oceanic. Она даёт свой паспорт, и её просят задержаться. Затем её приводят в комнату, и запирают за ней дверь. Сун в этой комнате разговаривает с Чарльзом Уидмором. Он разозлён насчёт того факта, что Сун говорила с ним так при его деловых партнёрах, однако предлагает продолжить разговор, чтобы Сун не опоздала на самолёт. Чарльзу интересно, какая же у них с ней общая цель. Та отвечает, что ей, как и Уидмору, нужно убить Бенджамина Лайнуса.
После своего разговора на острове с Дэниелом Фарадеем Десмонд просыпается. Он говорит Пенни, что был на острове, на что та отвечает, что он вернулся с острова уже 3 года назад и что это был сон. Он говорит, что это было похоже на воспоминание, и выбегает на палубу. Пенни спрашивает его, куда же он едет, а тот говорит ей, что в Оксфорд.

## Приглашённые актёры
| Актёр             | Роль                    |
| ----------------- | ----------------------- |
| Сэм Андерсон      | Бернард Нэдлер          |
| Л. Скотт Колдуэлл | Роуз Нэдлер             |
| Нестор Карбонель  | Ричард Алперт           |
| Уильям Мэйпотер   | Итан Ром                |
| Франсуа Шо        | Пьер Чанг               |
| Соня Уолгер       | Пенелопа «Пенни» Уидмор |
| Алан Дэйл         | Чарльз Уидмор           |
| Уильям Бланшетт   | Аарон                   |
| Шон Уэйлен        | Нил «Фрогурт»           |
| Том Ирвин         | Дэн Нортон              |
| Майкл Демпси      | Тони                    |
| Стефани Смарт     | кассир                  |
| Лесли Ишии        | Лара Чанг               |
| Синди Палирасио   | репортёр                |
| Брэд Беррихилл    | Эрик                    |
| Шанталь Бумла     | работница закусочной    |
| Свен Линдстром    | Джей                    |